# Sclerophrys gutturalis
Sclerophrys gutturalis é uma espécie de anfíbio anuro da família Bufonidae. Está presente em Angola, Botswana, República Democrática do Congo, Quênia, Lesoto, Malawi, Maurícia, Moçambique, Namíbia, Reunião, Somália, África do Sul, Suazilândia, Tanzânia, Uganda, Zâmbia, Zimbabwe. Foi introduzida em Reunião, Maurícia.